# Liaison à courant continu Rio Madeira
Rio Madeira est une liaison à courant continu parcourant le Brésil afin d'acheminer la puissance électrique depuis des barrages sur la rivière éponyme qui fait partie du bassin amazonien jusqu'au sud-est du pays. La liaison fait partie du Projet Madeira. Le poste électrique côté barrage se situe à Porto Velho dans l'État de Rondônia, celui au sud-est se trouve à Araraquara dans l'État de São Paulo. Il s'agit de deux bipôles de tension continue nominale ±600 kV et ayant chacun une puissance nominale 3 150 MW. En plus de la liaison principale, le poste de Porto Velho comporte également deux postes tête-bêche d'une puissance de 400 MW chacun qui alimente le réseau en tension alternative local 230 kV. Le premier poste tête-bêche a été mis en service en décembre 2012, la liaison à courant continu a été mis en service en août 2014. Avec une longueur de 2 375 km, c'est la plus longue liaison à courant continu en service au monde en 2014. 

## Project Madeira
Le poste de Porto Velho est connectés via une ligne en tension alternative de 500 kV aux deux barrages constituant le project Madeira : le barrage de Santo Antônio et le celui de Jirau. Le premier, proche de Porto Velho, a une puissance de 3 150 MW, le second de 3 750 MW mais est situé à une centaine de kilomètres du poste. Ce sont deux barrages au fil de l'eau, afin de limiter l'influence du projet sur l'environnement. Les turbines sont de type Kaplan. Leur faible inertie les rend sensible à une augmentation soudaine de la fréquence du réseau en tension alternative en cas de rejet de puissance.

## Planification
Bien que la longueur de la ligne semble justifier de manière évidente l'emploi de la tension continue, une étude comparative a été menée. Un total de seize options ont été étudiées, parmi lesquels trois solutions complètement à tension continues avec diverses tensions nominales : 500 kV, 600 kV et 800 kV, ainsi que des solutions à tension alternative et hybrides pour des tensions variées. Pour des raisons de stabilité et de redondance, un double bipôle est privilégié pour les solutions en tension continue. Par ailleurs, dans ce cas, l'installation de station tête-bêche entre la ligne en tension alternative 500 kV venant des centrales et le réseau local de 230 kV est conseillée pour éviter que les échecs de commutation du poste de conversion ne viennent nuire à la qualité de l'électricité du réseau local. Finalement, l'analyse des coûts globaux des différentes solutions montre que la solution en tension continue est moins chère d'au moins 16 % par rapport aux solutions en tension alternative. Il est également à noter, que la solution en tension continue n'est pas la solution ayant le moins de perte en ligne, une solution utilisant trois circuits de lignes en tension alternative de 765 kV produit moins de pertes.
Malgré ces conclusions, l'appel d'offre retient trois solutions :
- en tension continue : deux bipôles de ±600 kV, de chacun 3 150 MW associés à deux postes tête-bêche de 400 MW ;
- hybride : un bipôle de ±600 kV de 3 150 MW, associé à deux lignes en tension alternative de 500 kV ;
- en tension alternative : trois circuit de 765 kV.

Un premier appel d'offres se termine en novembre 2008 et confirme que la solution en tension continue est la moins chère. Le projet est ensuite divisé en sept lots à attribuer :
- Lot 1 : Poste de Porto Velho, partie tension alternative, accompagné des deux postes tête-bêche de 400 MW ;
- Lot 2 : Postes de conversion de tension ±600 kV et de puissance 3 150 MW pour le bipôle 1 ;
- Lot 3 : Postes de conversion de tension ±600 kV et de puissance 3 150 MW pour le bipôle 2 ;
- Lot 4 : Lignes aériennes pour le bipôle 1 ;
- Lot 5 : Lignes aériennes pour le bipôle 2 ;
- Lot 6 : Poste côté São Paulo, partie tension alternative ;
- Lot 7 : Travaux de renforcement du réseau 230 kV proche des barrages.

## Contrats
Le contrat pour les postes de conversion du bipôle 1 et les postes têches est remporté par ABB pour une valeur de 540 millions de dollars américains,, tandis que celui pour les postes de conversion du bipôle 2 l'est par Alstom Grid pour une valeur de 480 millions de dollars américains.

## Données techniques

### Vue d'ensemble

Représentation d'une liaison en tension continue en bipôle.

| Ligne                           | Bipôle 1                | Bipôle 2                            |
| Mise en service                 | début 2014              | août 2014                           |
| Fabricant                       | ABB                     | Alstom Grid                         |
| Tension nominale                | ±600 kV                 | ±600 kV                             |
| Puissance nominale              | 3 150 MW                | 3 150 MW                            |
| Nombre de thyristors par valve  |                         | 80 à Porto Velho et 75 à Araraquara |
| Nombre de transformateur        |                         | 12 par poste                        |
| Position des bobines de lissage | haute tension et neutre | haute tension et neutre             |

### Convertisseurs
La liaison présente de nombreuses similitudes avec la liaison à courant continu Itaipu construite dans les années 1980. La principale différence tient au fait que pour Rio Madeira chaque pôle n'est constitué que d'un seul pont à 12 impulsions, alors que pour Itaipu il y en deux en séries. 
Les convertisseurs utilisent des thyristors de 125 mm de diamètre, isolés dans l'air et refroidis par eau. Côté Alstom, ils ont une tension de 8,5 kV. Les valves sont suspendues. Les deux postes du bipôle 2 et le poste d'Araraquara du bipôle 1 sont équipés de transformateurs monophasés à deux enroulements associés à des valves arrangées en valves-double. Celles d'Alstom comportent 80 thyristors par valve à Porto 
Velho et 75 à Araraquera. Le poste de Porto Velho du bipôle 1 est par contre équipé de transformateurs monophasés à trois enroulements associés à des valves arrangées en quadrivalves. La proximité de la rivière permet en effet le transport de transformateur de très grandes tailles,. Les transformateurs d'Alstom ont été fabriqués à Stafford, Wuhan et Canoas. Cette dernière usine a été adaptée pour l'occasion.
Les postes têtes-bêches utilisent la technologie des « convertisseur à capacité commuté » (CCC). C'est-à-dire que des capacités sont mises en séries entre les transformateurs de conversion et les valves. Elle permet d'insérer ces postes dans le réseau très faible de Rondônia et Acre. Les valves des postes têtes-bêches sont arrangées en octovalves, c'est-à-dire que les deux côtés du poste sont reliés aux mêmes tours de valves.

### Bobines de lissage
Sur le bipôle d'ABB, les bobines de lissage isolées dans l'air sont installées à la fois côté haute tension et côté neutre. Les premières ont une inductance de 15 mH, les secondes une inductance de 150 mH.

### Régulation
Afin d'éviter que les deux bipôles interagissent entre eux de manière imprévisible, notamment en ce qui concerne les filtres, un régulateur maître est installé entre les deux bipôles. Son fonctionnement est complexe et sa mise en service nécessite de nombreux tests,.

### Redondance
En plus de la redondance apportée par la présence de deux bipôles, des sectionneurs installés entre les deux systèmes permettent de pallier la défaillance d'une ligne aérienne en faisant passer le courant d'un bipôle sur la ligne prévue pour l'autre. Ces cas doivent être gérés également par le régulateur maître. 

### Lignes aériennes
Les lignes aériennes ont une longueur de 2 375 km. Leur construction a pris du retard par rapport à la planification initiale à cause d'inondations lors de la saison des pluies.

### Conditions environnementales
La température ambiante est comprise entre -10 et 40 °C. L'humidité est par contre particulièrement élevée dans la forêt amazonienne et peut atteindre 100 %.

## Coordonnées des différents postes
| Site                               | Coordinates                  |
| ---------------------------------- | ---------------------------- |
| Poste de conversion de Porto Velho | 8° 54′ 53″ S, 63° 57′ 27″ O  |
| Poste de conversion d'Araraquara   | 21° 49′ 59″ S, 48° 20′ 52″ O |
| Électrode d'Araraquara             | 21° 37′ 10″ S, 48° 35′ 24″ O |